# Estevan Reimondo
Estevan Reimondo (fl. XIII-XIV secolo) è stato un trovatore portoghese,  attivo verso la fine del XIII e i principi del XIV secolo.
Rappresentante della nobiltà del nord del Portogallo, è autore di due cantigas de amigo.